# Curtis Fuller with Red Garland
Curtis Fuller with Red Garland è un album di Curtis Fuller con Red Garland, pubblicato dalla New Jazz Records nel 1962. Il disco fu registrato il 14 maggio 1957 al "Rudy Van Gelder Studio" di Hackensack, New Jersey (Stati Uniti).

## Tracce
Lato A
1. Seeing Red – 7:35 (Sylvester Kyner)
2. Stormy Weather – 7:00 (Harold Arlen, Ted Koehler)
3. Cashmere – 7:17 (Curtis Fuller)

Lato B
1. Cinderella – 6:45 (Sylvester Kyner)
2. Moonlight Becomes You – 7:43 (Jimmy Van Heusen, Johnny Burke)
3. Roc & Troll – 7:42 (Teddy Charles)

## Musicisti
- Curtis Fuller  - trombone
- Red Garland  - pianoforte
- Sonny Red - sassofono alto
- Paul Chambers  - contrabbasso
- Louis Hayes  - batteria